# Golf Club Praha

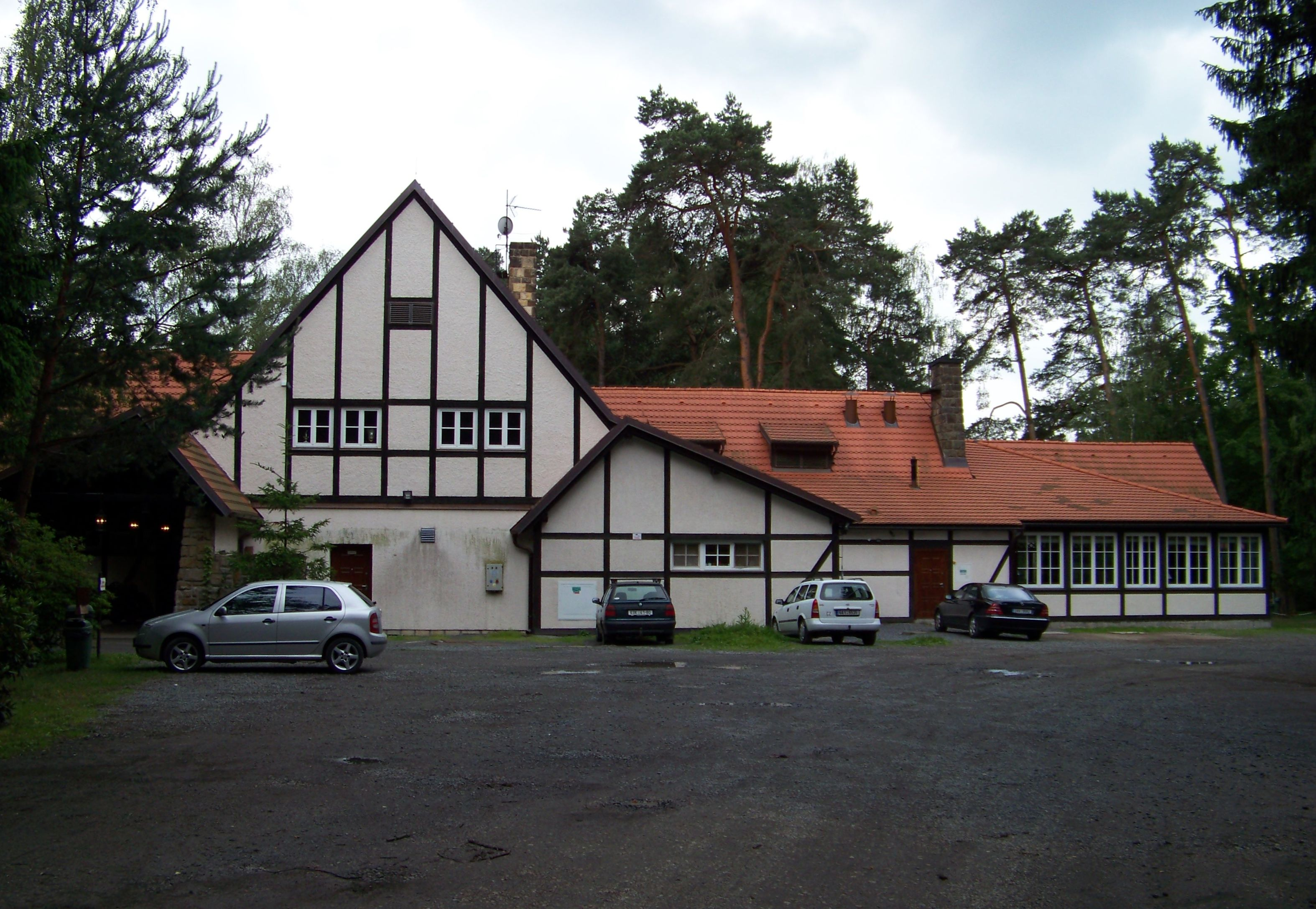
golfový klub

Golf Club Praha (zkráceně GCP) je nejstarší pražský golfový klub, založený roku 1926. Jeho historie je spojena s pražskými částmi Motolem a Klánovicemi.

## Historie

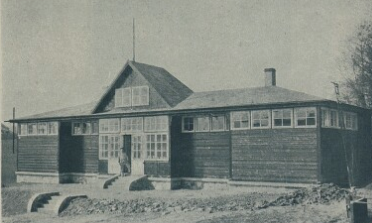
Golf Club Praha, pavilon (1926)

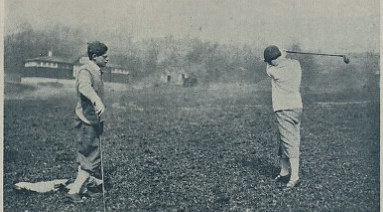
Golf Club Praha, hřiště (1926)

### Začátky
Ve 20. a 30. letech 20. století GCP působil na motolském hřišti; vrcholné období zde proběhlo v letech 1930-1933. S ohledem na podnikatelské plány na zástavbu původního hřiště se klub začal ohlížet po nové lokalitě. Na konci 30. let začala výstavba nového 18jamkového areálu u Klánovic, prvních 5 jamek bylo zprovozněno v srpnu 1938.

### Válečná prosperita
V období tzv. druhé republiky a válečného protektorátu došlo k dočasné prosperitě klánovického hřiště (způsobené mj. tím, že řada kvalitních hřišť se po Mnichovské dohodě stala součástí nacistického Německa). Klánovické hřiště s klubovnou však bylo po atentátu na Reinharda Heydricha částečně zabráno okupanty. Na jaře 1944 bylo hratelných jen šest jamek, na podzim stejného roku bylo hřiště uzavřeno zcela.

### Poválečné období
Po roce 1945 byly obnoveny plány na dostavbu klánovického hřiště, které však ukončil komunistický převrat v roce 1948. V tomto roce byl GCP donucen ke sloučení s Českým golfovým klubem, později se Závodním Sokolem závodu Jana Švermy z Jinonic. V roce 1950 byl golf nastupujícím režimem zakázán a mezi roky 1953 a 1960 byly původní greeny rozorány a zalesněny.

### Obnova GCP v 70. letech 20. století
V 60. letech 20. století došlo k rehabilitaci golfového sportu, v roce 1968 byl obnoven Golf Club Praha pod svým původním názvem. Na začátku 70. let došlo k výstavbě nového hřiště v Motole, na podzim 1977 se zde konal první obnovený turnaj.
Po roce 1989 se Golf Club Praha neúspěšně pokusil o obnovu golfu na zalesněném hřišti v Klánovicích. Golf Club Praha sídlí na Plzeňské ulici v Praze 5.